# Cappella radiale
In architettura religiosa, una cappella radiale, dal francese chapelle rayonnante, è una cappella, generalmente avente la forma di un'abside, che si allinea lungo i raggi sviluppatisi dal centro dell'abside principale della chiesa, spesso formando una vera corona di cappelle intorno all'emiciclo dell'abside. Queste cappelle possono essere attaccate al deambulatorio o in caso di assenza direttamente all'abside principale.